# Sigurður Eggerz

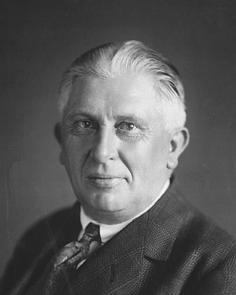
Sigurður Eggerz in 1914

Sigurður Eggerz (Borðeyri, 1 maart 1875 - Reykjavik, 16 november 1945) was een IJslands politicus. Hij was premier van IJsland gedurende twee ambtstermijnen: van 21 juli 1914 tot 4 mei 1915, en van 7 maart 1922 tot 22 maart 1924. In 1903 studeerde hij af in de rechten aan de Universiteit van Kopenhagen in Denemarken.
Hij was lid van het Alding (het IJslandse parlement) van 1911 tot 1915, 1916 tot 1926 en 1927 tot 1931. Eggerz was ook minister van financiën van 1917 tot 1920. Hij was lid van de Oude Onafhankelijkheidspartij (Sjálfstæðisflokkurinn eldri). Hij was tevens een van de politici die in 1929 de IJslandse Onafhankelijkheidspartij stichtten. 
Eggerz was gehuwd met een zekere Solveig en had twee kinderen: Petur en Erna.